# 16 décembre 1913
Le mardi 16 décembre 1913 est le 350e jour de l'année 1913.

## Naissances
- Major Général Ali Mohammad Khademi (mort le 7 novembre 1978), pilote et président de la compagnie aérienne iranienne
- Gueorgui Pavlovitch Ignatiev (mort le 10 août 1989), Diplomate canadien d'origine russe
- Madeleine Boutard (morte le 18 août 1984), personnalité politique française

## Décès
- Léon Bollée (né le 1er avril 1870), inventeur et constructeur automobile français
- Mariano Rampolla del Tindaro (né le 17 août 1843), prélat catholique